# Нові Пишачі
Нові Пишачі (біл. вёска Новыя Пышачы) — село в складі Крупського району Мінської області, Білорусь. Село підпорядковане Ухвальській сільській раді, розташоване в східній частині області.